# ولاية كامبيتشي
وِلَايَة كَنْبَجَّة (بالإسبانية: Campeche؛ وبالمايوية: Kaan Pech) هي إحدى ولايات المكسيك، تقع في الجنوب الشرقي للبلاد، في شبه جزيرة يوكتان. تحيط بها ولاية يوكتان وولاية كِنْتِنَارَة وولاية طَبَسْكَة؛ من قسم شمال واتمالة وبليسة وخليج المكسيك.
تحتل مساحة 56 798 كم مربع، 2.9٪ من التراب الوطني. سواحلها تمثل جهة 525 كيلومترا منذ فترة طويلة على خليج المكسيك وتمتد من الجرف القاري من 50 812 كم مربع. في إحصاء عام 2005، كان عدد سكان الولاية 754730 نسمة. كامبيتشي رقم 30 في الترتيب الوطني، فُصلت عن ولاية يوكتان في 7 أغسطس 1857.

## أعلام
- ميلكور كوب كاسترو
- راؤول إيبارا
- رافائيل كارو كوينتيرو
- كارلوس روميرو
- أرتور مارتينيز روتشا